# System Informacji Miejskiej w Gdańsku

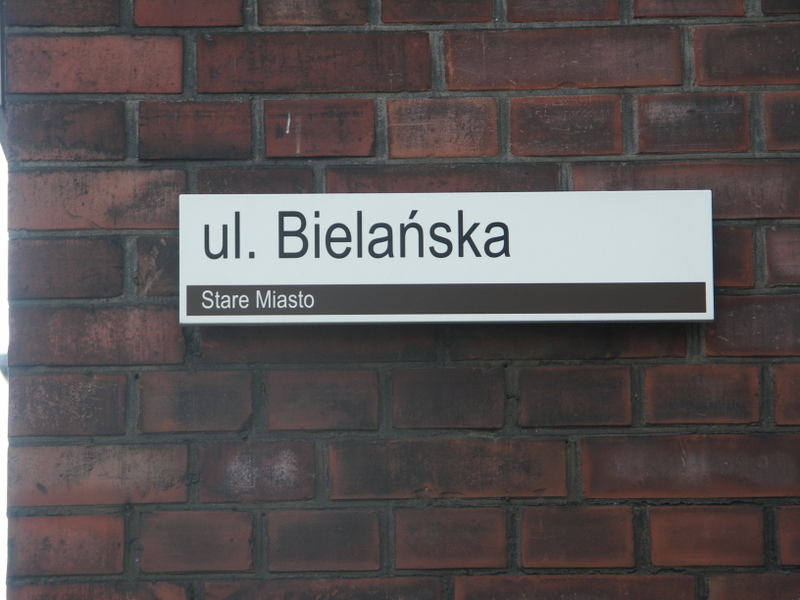
Tabliczka ulicowa Stare Miasto (przykład wzornictwa etapu I)

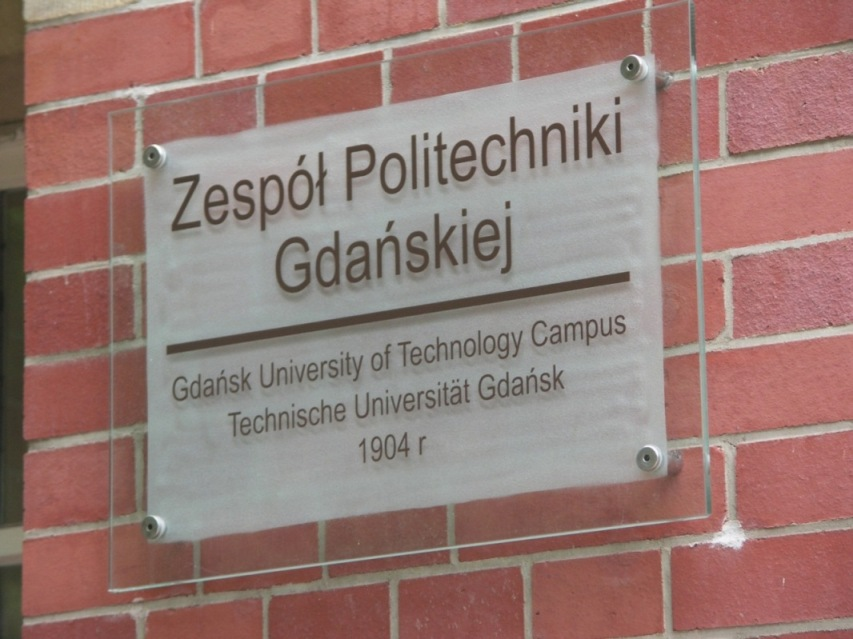
Kartusz umieszczany na obiektach zabytkowych

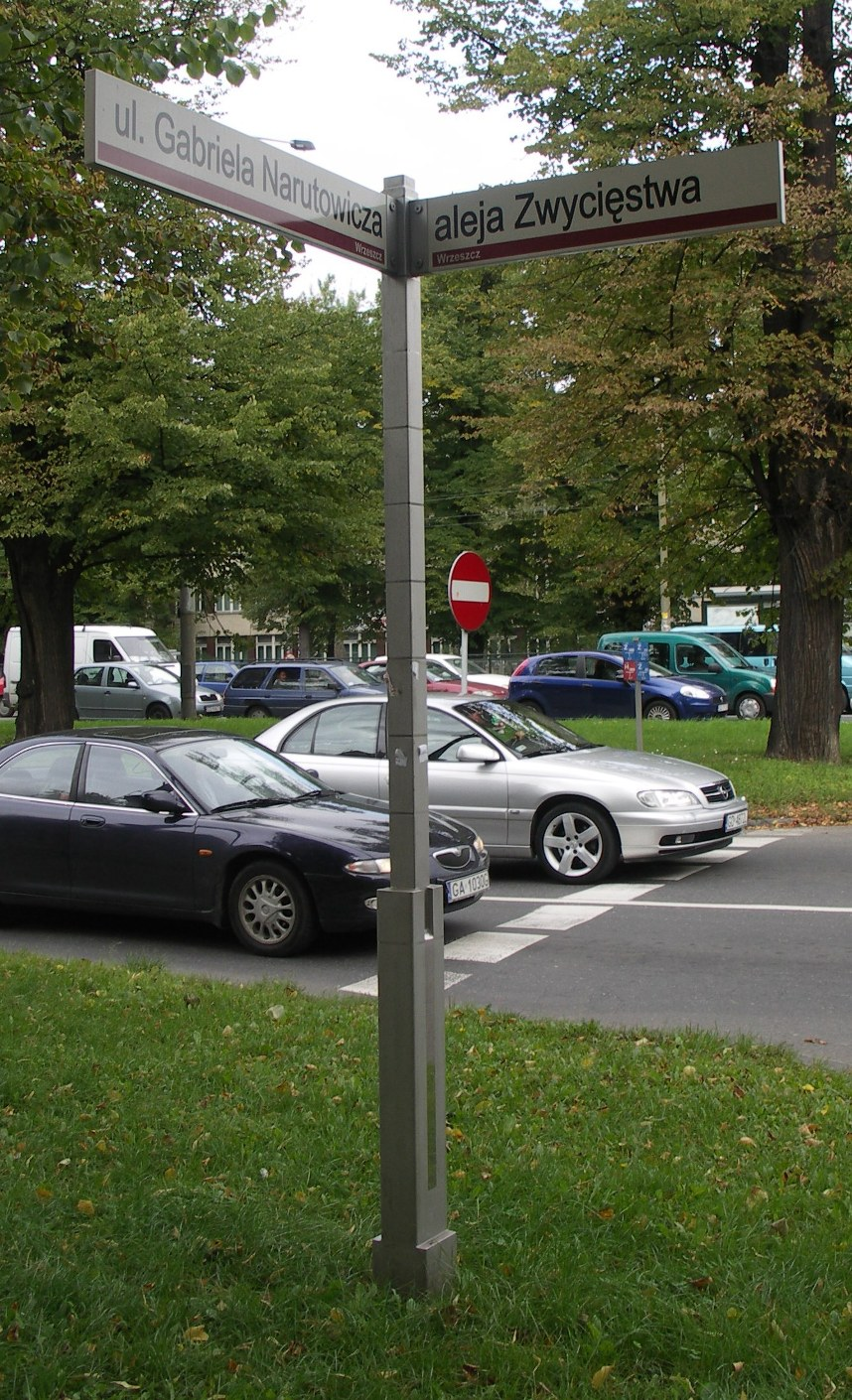
Słupek z tabliczkami ulicowymi (przykład wzornictwa etapu II)

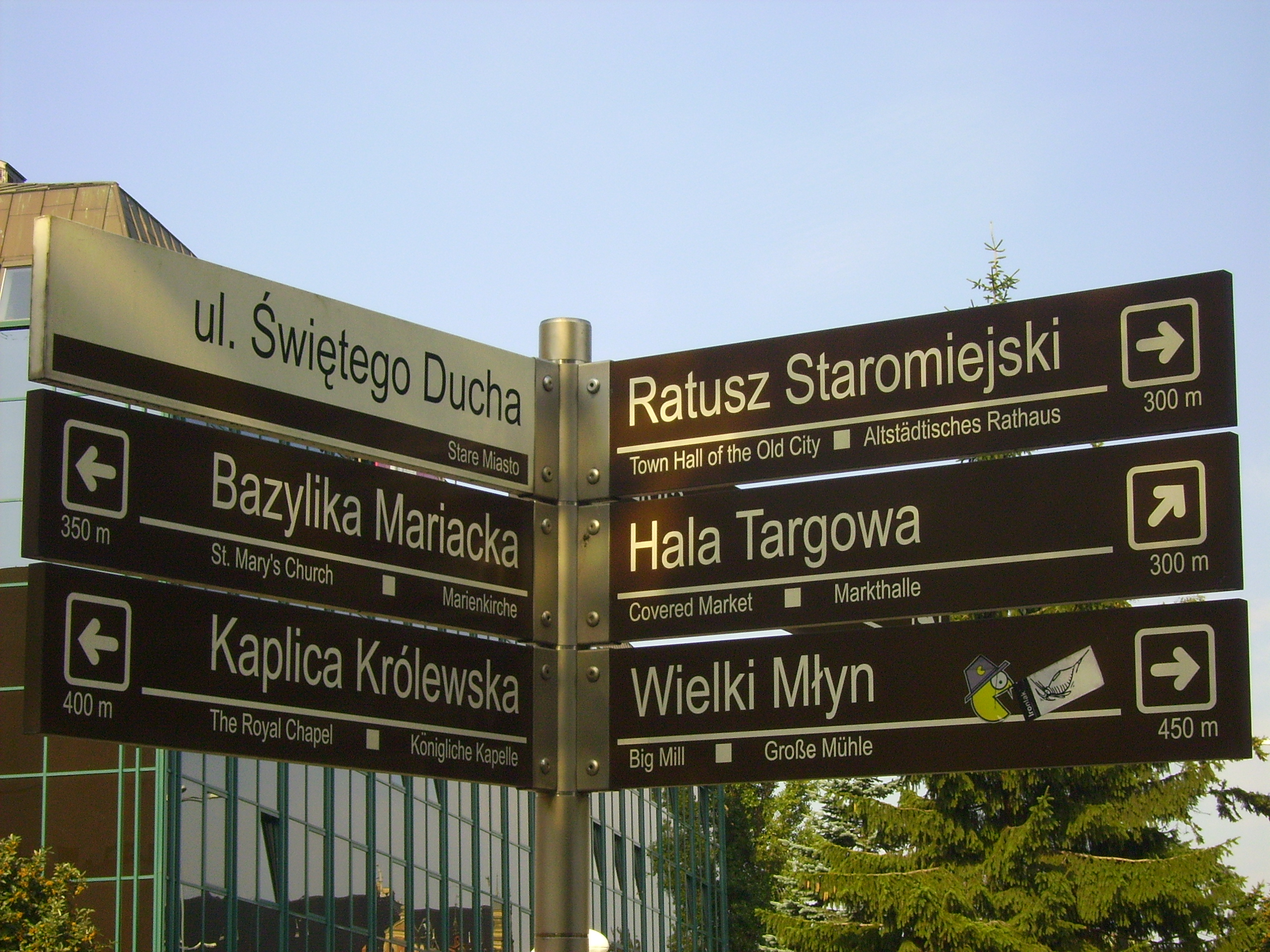
Słupek z tabliczkami kierującymi do istotnych obiektów

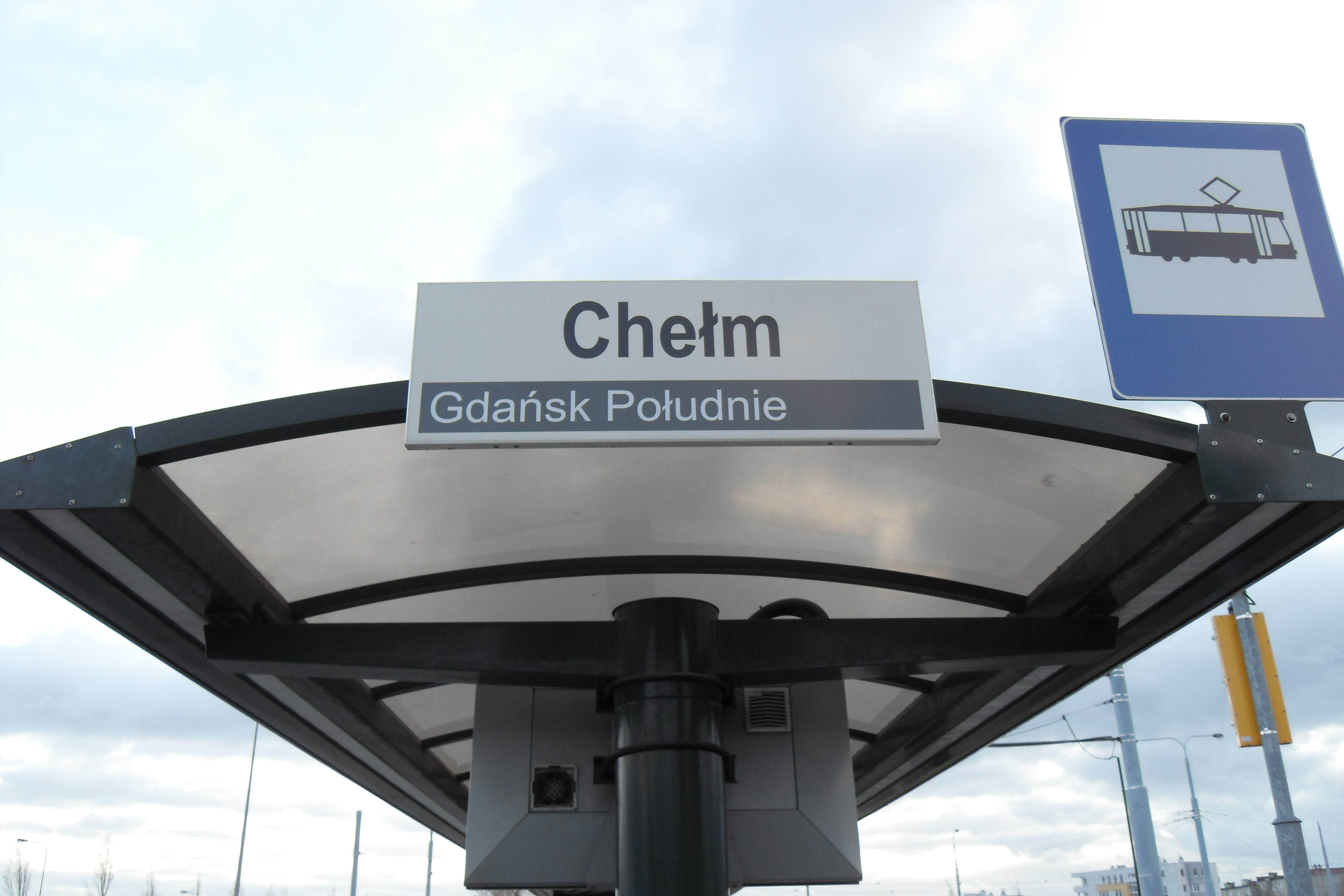
Tablica przystankowa

System Informacji Miejskiej (SIM) w Gdańsku – system jednolitego oznakowania ulic, budynków i innych obiektów na terenie miasta Gdańska wprowadzany przez Zarząd Dróg i Zieleni w Gdańsku od lipca 2006 r.
Wdrażanie projektu odbywa się etapami. Etap I (lato-jesień 2006 r.) objął Stare i Główne Miasto oraz starą część Oliwy. Podczas realizacji etapu II (koniec 2007 r.) oznakowano aleję Grunwaldzką a także pas nadmorski. Etap III, zrealizowany w latach 2008-2009, objął dzielnice Aniołki, Brętowo, Młyniska, Zaspa-Młyniec, Zaspa-Rozstaje i Wrzeszcz.
Od 2009 roku realizowany jest równolegle projekt Systemu Informacji Pasażerskiej, obejmujący m.in. tablice przystankowe zgodne ze wzornictwem SIM-u.

## Elementy systemu
Na gdański SIM składają się następujące elementy:
- kremowe tabliczki z nazwą ulicy w kolorze czarnym i nazwą dzielnicy napisaną kolorem tła tabliczki na pasku w kolorze danej grupy dzielnic (na budynkach bądź na słupkach);
- tabliczki z numerami posesji wyglądające podobnie jak tabliczki z nazwą ulicy, z tą różnicą, że na pasku zamiast nazwy dzielnicy znajduje się nazwa ulicy (na budynkach);
- tabliczki w kolorze grupy dzielnic kierujące do istotnych obiektów, opisanych kremowym kolorem w językach polskim (największa czcionka), angielskim i niemieckim (mniejsze czcionki), z wpisaną odległością do danego miejsca lub tabliczki z umieszczonymi piktogramami (na słupkach)
- kartusze z hartowanego szkła dymnego z nazwą obiektu zabytkowego w trzech językach oraz okresem jego powstania (na budynkach bądź na słupkach);
- mapy fragmentów miasta na tle koloru grupy dzielnic wraz z legendą i mniejszym schematem całego miasta z podziałem na obszary i kolory SIM (wolnostojące, niekiedy połączone ze słupkiem z tabliczkami).

ZDiZ znakuje także za pomocą tablic SIM przystanki komunikacji miejskiej na terenie Gdańska. W planie są również tzw. witacze, czyli tablice ustawione przy wjeździe do miasta. Istnieją dwa wzory słupków do umieszczania tablic – o przekroju okrągłym do starej części miasta i kanciastym do pozostałych dzielnic. Są one, jak i pozostałe elementy systemu, wykonane z materiałów o wysokiej jakości.

## Podział dzielnic i osiedli na potrzeby SIM
W systemie przyjęto pięć kolorów, którymi oznakowano grupy dzielnic i osiedli. Barwy te są obecne na wszystkich elementach SIM oraz wdrażanego przez ZTM Gdańsk Systemu Informacji Pasażerskiej.
Kolor brązowy:
- Olszynka
- Orunia-Św. Wojciech-Lipce
- Rudniki
- Siedlce
- Śródmieście
- Wzgórze Mickiewicza

Kolor czerwony:
- Aniołki
- Brętowo
- Młyniska
- Strzyża
- Wrzeszcz Dolny
- Wrzeszcz Górny
- Zaspa-Młyniec
- Zaspa-Rozstaje

Kolor zielony:
- Oliwa
- Przymorze Wielkie (bez pasa nadmorskiego)
- Przymorze Małe
- VII Dwór
- Żabianka-Wejhera-Tysiąclecia

Kolor szary:
- Chełm
- Jasień
- Kokoszki
- Matarnia
- Osowa
- Piecki-Migowo
- Suchanino
- Ujeścisko-Łostowice

Kolor jasnoniebieski:
- Brzeźno
- Jelitkowo
- Krakowiec-Górki Zachodnie
- Letnica
- Nowy Port
- Przymorze Wielkie (pas nadmorski)
- Stogi z Przeróbką
- Wyspa Sobieszewska

Wyżej wymieniony podział jest w dużej części zgodny z podziałem administracyjnym Gdańska. Nie jest pewne, że właśnie takie nazwy dzielnic pojawią się na tablicach. Być może np. Orunia, Św. Wojciech, Lipce, Żabianka czy Krakowiec zostaną umieszczone na tablicach osobno. Już teraz wiadomo, że Jelitkowo będące częścią dzielnicy Żabianka-Wejhera-Jelitkowo-Tysiąclecia (kolor zielony) funkcjonować będzie w systemie oddzielnie z kolorem jasnoniebieskim.